# Jansath
Jansath es un pueblo y nagar Panchayat situado en el distrito de Muzaffarnagar en el estado de Uttar Pradesh (India). Su población es de 19786 habitantes (2011). 

## Demografía
Según el censo de 2011 la población de Jansath era de 19786 habitantes, de los cuales 10385 eran hombres y 9401 eran mujeres. Jansath tiene una tasa media de alfabetización del 71,58%, superior a la media estatal del 67,68%: la alfabetización masculina es del 79,57%, y la alfabetización femenina del 62,76%.